# 張徳彝
張 徳彝（ちょう とくい、Zhang Deyi、1847年 - 1918年）は、清末の外交官。初名は徳明。字は在初。
奉天府鉄嶺県出身の漢軍鑲黄旗人。1862年より同文館で外国語を学ぶ。1868年、元駐清公使アンソン・バーリンゲーム率いる使節団に通訳として加わり、イギリス・フランス・ベルギー・プロイセンなど10カ国を歴訪した。帰国後に『航海述奇』を著し、見聞を詳述した。1870年、天津教案が発生すると、欽差大臣崇厚が謝罪に赴いたが、このときも通訳として随行し、パリ・コミューンを目撃している。1876年、清朝が郭嵩燾を初代駐英公使に任命すると、張徳彝もロンドンの公使館の通訳に任命された。1887年、駐独公使洪鈞に従ってベルリンの公使館の随員となった。1891年に帰国し、同文館の同窓の沈鐸とともに光緒帝に英語を教授した。1896年、駐英公使羅豊禄の参事官となった。1901年、駐英公使に就任し、1905年に任期満了で帰国した。
張徳彝は生涯で8回外国を訪問し、27年を外国で過ごした。そのたびに詳細な日記を残し、『航海述奇』『再述奇』…『八述奇』まである。
1918年、病のため北京で死去。